# Rambiz (schip, 1996)
De Rambiz is een zelfvarend dubbel kraanponton.

## Geschiedenis
De Rambiz is ontstaan door de samenvoeging van 3 andere pontons: de Ram, de Bizon en de Buffel. De Ram en de Bizon zijn de 2 vlotters (de naam Rambiz is een samentrekking van ram en bizon), de Buffel is dwars op deze 2 geplaatst. Dit alles werd in 1995 verwezenlijkt door de Rotterdamse Droogdok Maatschappij en in februari 1996 gedoopt door mevrouw P. Nunn-Hall, echtegenote van T. Nun van het Institute of London Underwriters.
In tegenstelling tot vele andere kraanpontons is de Rambiz zelfvarend. Hiervoor werd op iedere hoek een propeller voorzien van 550 kW, dit maakt dat hij niet alleen vooruit, achteruit, links of rechts kan varen, maar ook 360° om zijn eigen as kan draaien.

## Dimensies
De Rambiz heeft zowel op de Ram (stuurboord) als op de Bizon (bakboord) een kraan staan, deze kunnen respectievelijk 1600 ton en 1700 ton optillen. dit zorgt er dus voor dat, als beide kranen samen tillen, ze een last van 3300 ton kunnen heffen. Deze last kan 79 meter oven het dek worden gehesen, aan de 82 meter lange armen van de kraan.
Voorts is de lengte 85 meter en de breedte 44 meter. Dit kraanponton beschikt ook over de nodige ballasttanks (15600 m³), nodig om de stabiliteit van het schip te regelen wanneer dit een opdracht aan het uitvoeren is.

## Belangrijkste werken
Hieronder enkele van de projecten die de Rambiz hielp te verwezenlijken.
- Berging van de Tricolor
- Berging van 38 wrakken op de Westerschelde
- Windmolenpark op de Thorntonbank
- 3000 ton zware deur van HSM zeesluis plaatsen
- 4 Olieplatformen (in delen) verplaatsen

## Eigenaren
De Rambiz behoort niet toe aan 1 enkel bedrijf, maar aan 4 bedrijven:
- Dredging International N.V.
- Herbosch-Kiere N.V.
- Ondernemingen Jan De Nul N.V.
- Baggerwerken Decloedt & Zoon N.V.